# Orthogonia tapaishana
Orthogonia tapaishana là một loài bướm đêm trong họ Noctuidae.